# Aartsbisdom Kaapstad

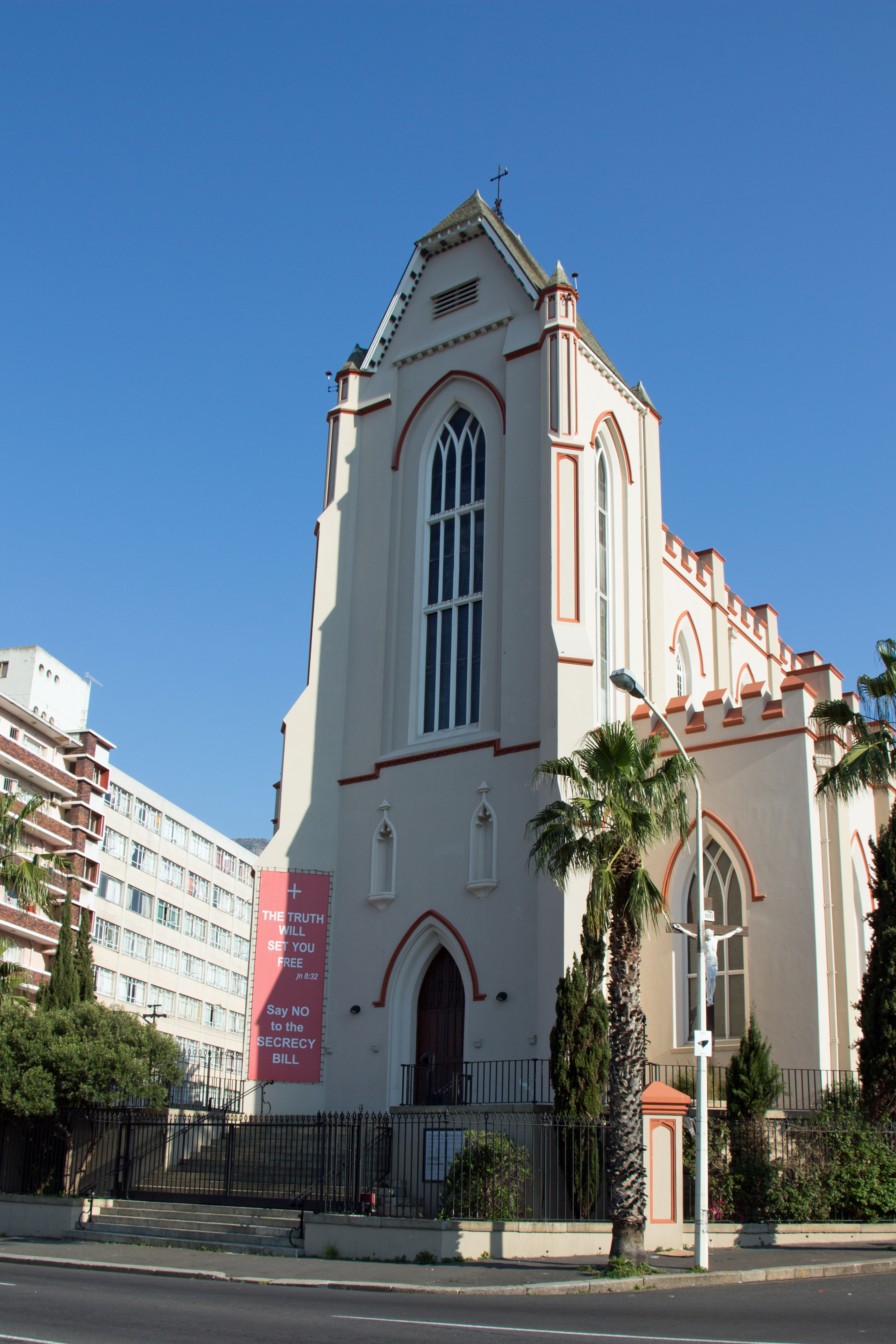
Kathedraal van Kaapstad

Het aartsbisdom Kaapstad (Engels: Archdiocese of Cape Town, Latijn: Archidioecesis Civitatis Capitis) is een rooms-katholiek aartsbisdom met als zetel Kaapstad, de hoofdplaats van de provincie West-Kaap en een van de hoofdsteden van Zuid-Afrika.

## Geschiedenis
Het aartsbisdom werd opgericht op 30 juli 1847, uit het apostolisch vicariaat Cape of Good Hope, als het apostolisch vicariaat Cape of Good Hope, Western District. Op 13 juni 1939 veranderde het van naam naar apostolisch vicariaat Kaapstad. 
Op 11 januari 1951 werd het verheven tot een metropolitaan-aartsbisdom.
Het verloor tweemaal gebied bij de oprichting van de prefectuur Cape of Good Hope, Central District (1874) en de missio sui iuris Sint-Helena, Ascension en Tristan da Cunha (1986).

## Parochies
In 2019 telde het aartsbisdom 75 parochies. Het aartsbisdom had in 2019 een oppervlakte van 30.892 km² en telde 4.626.198 inwoners waarvan 5,6% rooms-katholiek was.

## Suffragane bisdommen
Kaapstad heeft vijf suffragane bisdommen, waarmee het een kerkprovincie vormt:
- Bisdom Aliwal
- Bisdom De Aar
- Bisdom Oudtshoorn
- Bisdom Port Elizabeth
- Bisdom Queenstown

## Bisschoppen
- Patrick Raymond Griffith (30 juli 1847 - 18 juni 1862)
- Thomas Grimley (18 juni 1862 - 29 januari 1871, coadjutor sinds 18 december 1860)
- John Leonard (1 oktober 1872 - 19 februari 1908)
- John Rooney (19 februari 1908 - december 1924, coadjutor sinds 29 januari 1886)
- Bernard Cornelius O’Riley (15 juli 1925 - 6 juni 1932)
- Franziskus Hennemann (30 juni 1933 - 12 november 1949)
- Owen McCann (12 maart 1950 - 20 oktober 1984; eerste aartsbisschop)
- Stephen Naidoo (20 oktober 1984 - 1 juli 1989, hulpbisschop sinds 1 juli 1974)
- Lawrence Patrick Henry (7 juli 1990 - 18 december 2009, hulpbisschop sinds 27 april 1987)
  - Reginald Michael Cawcutt (hulpbisschop: 29 mei 1992 - 17 juli 2002)
- Stephen Brislin (18 december 2009 - 28 oktober 2024)
  - Sylvester Anthony John David (hulpbisschop: 6 juni 2019 - heden)
- vacature (sinds 28 oktober 2024)